# La cerveza
La cerveza es una polilla de la familia Crambidae . Fue descrito por Bernard Landry en 1995.  Se encuentra en América del Norte, donde se ha registrado en los Estados Unidos en Arizona, California, Colorado y Texas. Su binomio es un juego de palabras que hace referencia a la bebida alcohólica Cerveza